# Olimpiada de las lenguas en Escandinavia
La Språkolympiaden (o, traducido al español, "La olimpiada de las lenguas") de Escandinavia es una competición de lengua y cultura en español, francés y alemán para estudiantes de secundaria y de bachillerato en Suecia y en Dinamarca. 
La competición fue iniciada por los profesores de español Marcelo Cea y Fernando López Serrano, del instituto de bachillerato Malmö Borgarskola en el año 2007. 13 escuelas de la ciudad de Malmö se inscribieron y participaron aquel año la cual solo se desarrollaba en español.
En su edición número dos (2008-2009) se expandió hacia toda la región sur de Suecia (Escania). Ese año se introdujeron también el alemán y el francés  como lenguas del torneo y por primera vez se invitaba a institutos de bachillerato a participar. Otro cambio aquel año fue también que se introdujo una categoría especial para estudiantes con el español, el francés y el alemán como lengua materna. En esa edición del torneo participaron 43 escuelas del sur del país.
El tercer año (2009-2010) el torneo se transforma en una competición a nivel nacional con cinco filiales repartidas por toda Suecia; Malmö Borgarskola como instituto organizador, Katedralskolan en Uppsala como filian regional en el centro del país, Härnösands gymnasium como filial en el norte, Sunnerbogymnasium en la ciudad de Ljungby la parte este y Högre Samskolan en Göteborg en el oeste. Participaron más de 6000 estudiantes de 170 escuelas e institutos de toda Suecia.
2010 - 2011 participaron más de 7000 estudiantes de 300 escuelas e institutos de toda Suecia. Las finales regionales se desarrollaron el 18 de marzo de 2011 en Malmö, Gotemburgo, Ljunby, Uppsala y Härnösand. La final nacional tuvo lugar el 1 de abril de 2011 en Malmö.
2011 - 2012 la Olimpiada se echa a andar en Dinamarca bajo el nombre de Sprogolympiaden.
- Datos: Q9052101